# Блудни син (албум)
Блудни син је пети студијски албум београдског бенда, Мортал комбат. На њему се налази 10 песама.
Након песме Алкохол објављене у априлу 2022. спотовима су пропраћене још четири песме с албума, док је за прву песму по реду Рокенрол 2 направљена анимација. Објављен је на сајту YouTube 24. децембра 2023, а дан касније и на осталим платформама. Бенд је на тај начин започео обележавање 15 година свог постојања.